# Домашнее видео
Дома́шнее видео (англ. Home video) — многозначный термин, который в русском языке главным образом относится к набору устройств, позволяющих снимать и монтировать видеофильмы любого качества в домашних условиях. В английском языке «домашнее видео» — предварительно записанные видеоматериалы, которые снимаются, продаются или транслируются для развлечений дома. Этот термин происходит от эры стандартов VHS/Betamax, когда преобладала видеолента, позже термин перешёл на оптические форматы, такие как DVD и Blu-ray, а с 2000-х годов и на методы цифрового распространения, такие как Netflix, Hulu и Amazon Video.
Компании домашнего видео распространяют кино- и телефильмы, а также телесериалы в виде видео в различных форматах для широкой публики. Они либо куплены, либо сданы в аренду, а затем просматриваются потребителями конфиденциально в комфортных условиях дома. Большинство фильмов, выпущенных когда-то для просмотра в кинотеатрах (так называемые «театральные фильмы» — англ. theatrical film) теперь выпущены на оптических цифровых носителях, таких как DVD и Blu-ray либо распространяются через интернет и сети кабельного ТВ/IP-TV, заменив устаревшую среду VHS (Video Home System). Формат VCD остаётся популярным в Азии, хотя его постепенно вытесняют DVD-диски.

## История
Термин возник в 1970-х, когда распространение бытовых видеокамер привлекло к жанру любительской съёмки и монтажа много начинающих.
При этом принято считать, что начало жанру положили в декабре 1951 года американские инженеры Александр Понятов, Мирон Столяров и Вальтер Сэлстэд.
Первый в мире видеомагнитофон VRX-1000 произведён «Ampex» в 1956 году.
Домашнее видео сильно повлияло на развитие такого жанра кинематографа, как порно.